# فیل (فیلم ۲۰۲۰)
فیل (انگلیسی: Elephant) یک فیلم مستند طبیعت آمریکایی محصول ۲۰۲۰ دربارهٔ فیل‌ها به کارگردانی مارک لینفلد و ونسا برلوویتز و گویندگی مگان، دوشس ساسکس است. این پانزدهمین مستند طبیعت است که تحت لیبل دیزنی نیچر منتشر می‌شود. این فیلم در کنار دلفین ریف به عنوان یک محصول انحصاری دیزنی پلاس در ۳ آوریل ۲۰۲۰ منتشر شد.

## داستان
در صحرای کالاهاری در آفریقای جنوبی، بسیاری از فیل‌های بوته‌ای آفریقایی آماده می‌شوند تا از خانه‌شان در دلتای اوکاوانگو به بهشتی پوشیده از چمن در نزدیکی آبشار ویکتوریا مهاجرت کنند تا بارندگی‌ها بازگردد. گله توسط مادر بزرگشان گایا و خواهر کوچکترش شانی رهبری می‌شود که به حفظ امنیت خانواده آنها کمک کرده‌است. شانی همچنین پسر با روحیه‌اش جومو را بزرگ کرده‌است، یک فیل جوان بسیار پرانرژی که فقط می‌خواهد با حیوانات دیگر مانند لچوس و بابون‌ها بازی کند.
هنگامی که زمین در شرف خشک شدن است، گایا فیل‌ها را به یک چاله آب تقریباً خشک هدایت می‌کند تا قبل از ترک صحرا از گل و لای لذت ببرند. به زودی فیل‌های دیگری که از آب بازدید می‌کنند، بازی می‌کنند و از آب می‌نوشند به آنها ملحق می‌شوند. وقتی آب خشک می‌شود، گایا متوجه خفگی بچه فیل می‌شود و در گل و لای گیر می‌کند، بنابراین برای نجات آن می‌رود و بچه دوباره به مادرش می‌پیوندد. گله بیابان را ترک می‌کند تا به فیل‌های دیگر در سفر طولانی بپیوندد، آنها یک استراحت ناهار می‌گیرند تا با گله‌های دیگر فیل‌ها دیداری خانوادگی داشته باشند، در حالی که برخی بیش از یک سال است که گایا را ندیده‌اند. جومو شروع به دوست‌یابی با بچه فیل‌های دیگر می‌کند و برای سال‌ها، شانی با بسیاری از عموزاده‌های گمشده‌اش دوباره متحد می‌شود. گله گایا و دیگر گله‌های فیل در تلاش برای یافتن غذا شانسی ندارند، اما یک فیل نر (که به خانواده‌اش می‌رود) از خرطوم خود برای انداختن دسته‌ای از غلاف‌های بذر از درختان استفاده می‌کند و به همه اجازه می‌دهد جشن بگیرند. گله گایا با مسیرهای باستانی برخورد می‌کند که اجدادشان هنگام مهاجرت ایجاد کرده‌اند. وقتی به یک چاله آب خشک می‌رسند، متوجه اسکلت فیل می‌شوند. شانی به جوموی سردرگم درس زندگی را نشان می‌دهد. گله حرکت می‌کند و چاله آبی دیگری (این بار با آب) پیدا می‌کند. در حالی که فیل‌ها آب می‌نوشند، جومو با گروهی از زگیل‌ها بازی می‌کند. آب توسط بازدیدکنندگان قبلی اش خراب شده‌است، بنابراین فیل‌ها به درختان موپانی می‌خورند، اما توسط کرم‌هایی که همه برگ‌ها را می‌خورند، تعقیب می‌شوند. گله به سفر خود به جزیره کوچکی ادامه می‌دهد. آبی برای نوشیدن آنها وجود ندارد، اما گایا گله خود را به درختان بائوباب هدایت می‌کند که آنها می‌توانند از شیره آن آب بنوشند. شانی به فیل‌های جوان یاد می‌دهد که چگونه با کندن پوست غلیظ آن شیره به دست آورند. گله شب را در جزیره استراحت می‌کند.
گله در ادامه سفر خود از میان طوفان‌های شن عبور می‌کند. شانی و گایا احساس می‌کنند که زمین می‌لرزد، یعنی رودخانه‌ای نزدیک، اما وقتی به رودخانه می‌رسند ناامید می‌شوند. بسیار زیر صخره‌هایی است که فیل‌ها در آن قرار دارند، اما به لطف کمک دسته‌ای از پرندگان Quelea، گله به سمت آبشار ویکتوریا می‌رود. گله با خوشحالی مشروب می‌نوشد اما به زودی با کروکودیل‌ها مواجه می‌شوند، اما گله بدون صدمه دیدن هیچ عضوی فرار می‌کند. آنها به جزایر می‌رسند و گله از اوقات خود در آبشار ویکتوریا لذت می‌برند و حتی با آجیل خرما می‌خورند.. در همین حال، در ارتفاعات آنگولا، باران شروع به باریدن می‌کند، که به این معنی است که آب به سمت دلتای اوکاوانگو، شانی و خانه جومو می‌رود. کمی بعد، گایا شروع به خستگی و ضعف می‌کند و خوردن غذا برایش سخت است. او و گله شروع به بازگشت به اوکاوانگو می‌کنند. شانی به گایا کمک می‌کند تا گله را جمع کند و جومو در کنار آنها باشد. گایا متوجه می‌شود که آبشارهای آنگولا زود است و او و شانی بلافاصله گله را جمع می‌کنند تا از کوتاه‌ترین مسیر استفاده کنند، اما به زودی با غرور شیرها مواجه می‌شوند. هنگامی که فیل‌ها در شب مستقر می‌شوند، شیرها به جومو حمله می‌کنند، اما او توسط شانی نجات می‌یابد. اما تا صبح، گایا می‌میرد، در حالی که گله با مادر خود خداحافظی غم‌انگیزی دارد، در حالی که شیرها در جشن خود سهیم می‌شوند. شانی رهبری خود را برای فیل‌های دیگر دشوار می‌یابد. یک هفته بعد، یک فیل یک بچه گوساله به دنیا می‌آورد. جومو تحت تأثیر قرار نمی‌گیرد، اما به زودی فرزند خانواده بودن را رها می‌کند و با همبازی جدید خود گرم می‌شود.
شانی به زودی از خاطرات گایا استفاده می‌کند و شروع به هدایت گله به دلتا می‌کند. آنها به زودی با یک گله فیل رقیب روبرو می‌شوند که به دنبال گوساله تازه متولد شده می‌روند. شانی در مقابل رقیب مادری می‌ایستد و رقبا عقب‌نشینی می‌کنند. آنها راه خود را به سمت اوکاوانگو می‌روند، جایی که زمین دوباره زنده می‌شود. گله به زودی شانی را به عنوان مادرسالار جدید می‌پذیرد، در حالی که جومو به گوساله تازه متولد شده نحوه بازی با حیوانات دیگر را آموزش می‌دهد.

## انتشار
فیل برای اولین بار در ۳ آوریل ۲۰۲۰ در دیزنی پلاس نمایش داده شد.